# Mehdi Bettache
Mehdi Bettache, né le 3 mai 1995 à Fès, est un footballeur marocain évoluant au poste de milieu offensif au MC Oujda.

## Biographie
Mehdi Bettache, né le 3 mai 1995 à Fès, est un talentueux footballeur marocain qui excelle au poste de milieu offensif avec le club du Fath Union Sport. Il a marqué sa présence sur la scène africaine en participant à la Ligue des champions d'Afrique et à la Coupe de la Confédération. Actuellement, il poursuit sa carrière au MC Oujda, démontrant son habileté technique et son engagement sur le terrain. Bettache incarne la passion du football et contribue au succès de son équipe grâce à son jeu créatif et dynamique.